# ハワイ火山国立公園

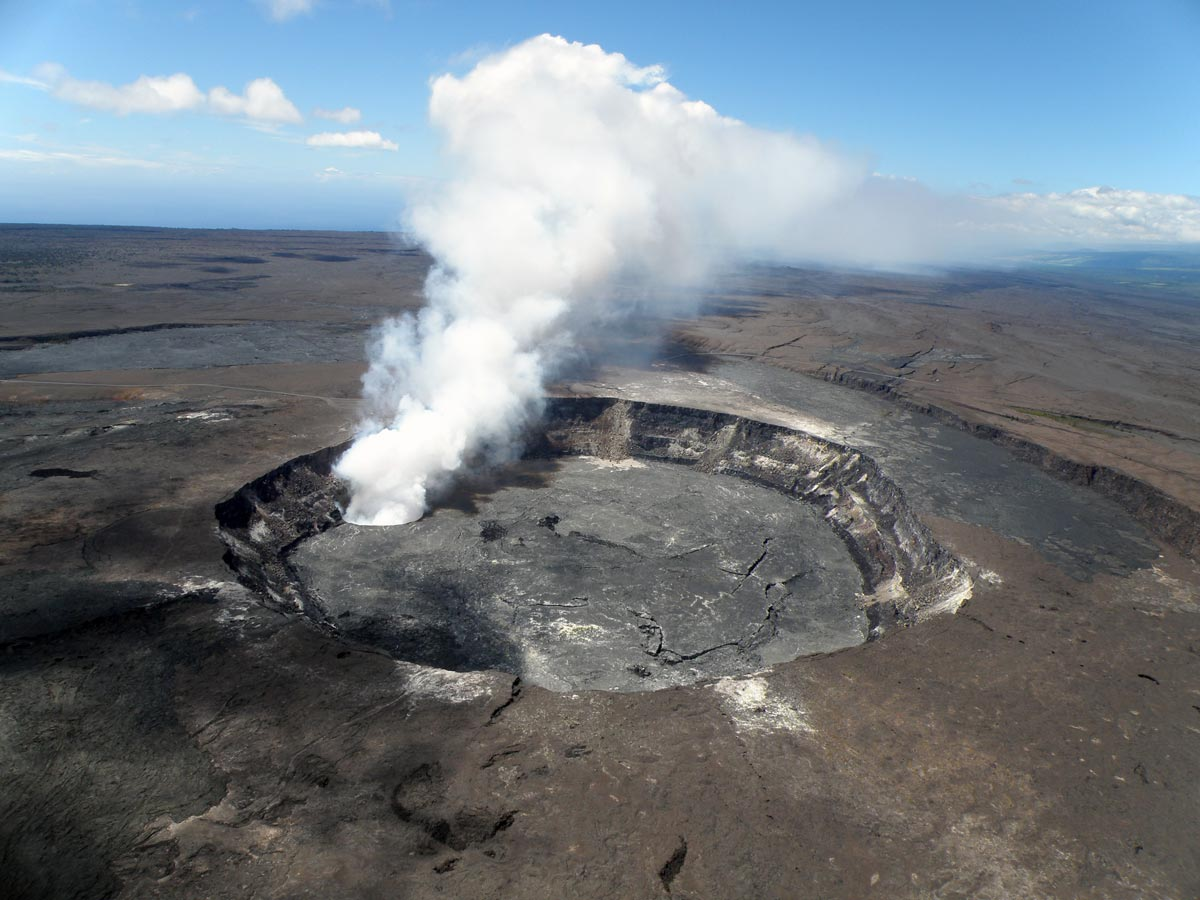
キラウエアのハレマウマウ火口、2009年

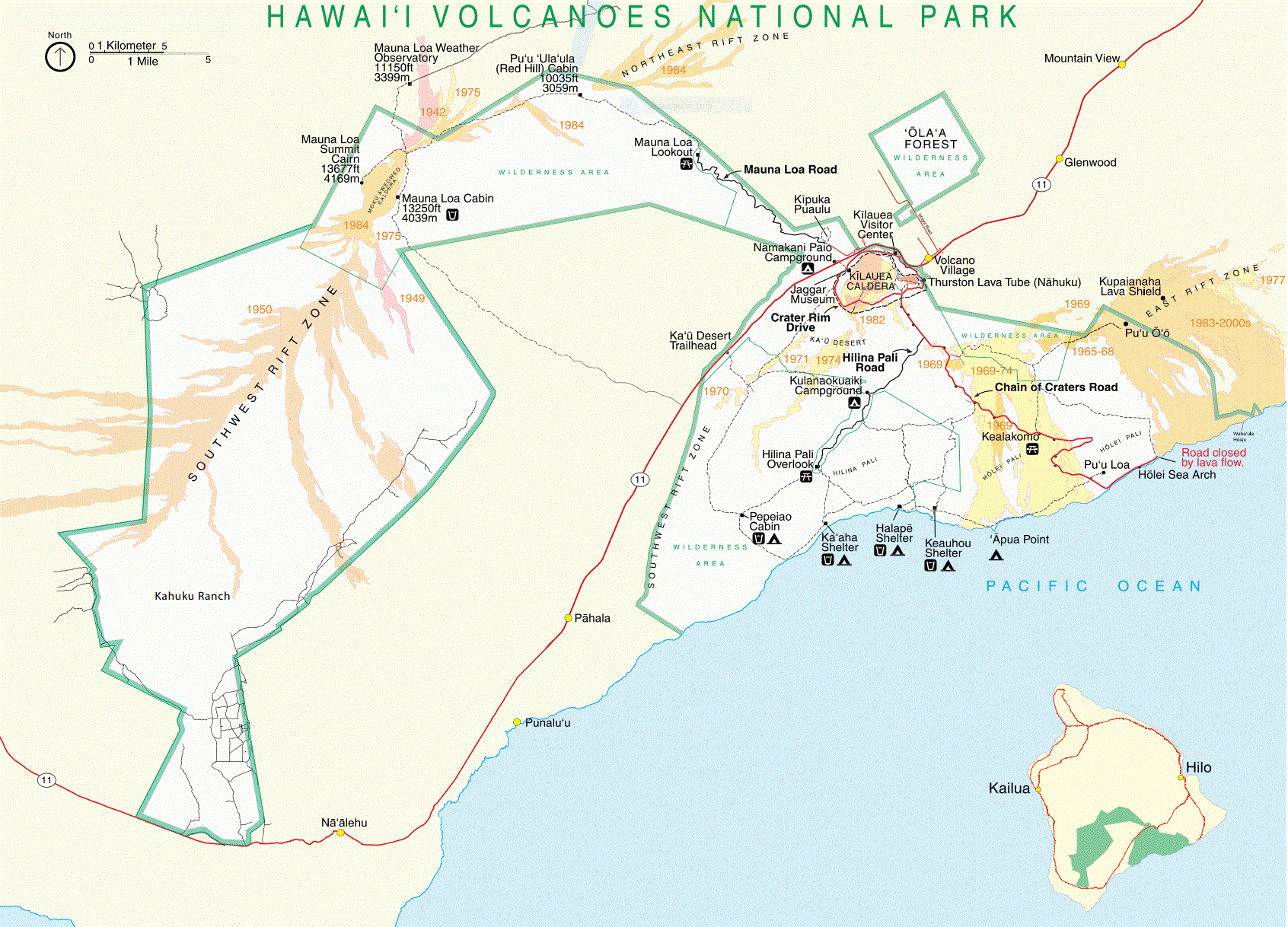
ハワイ火山国立公園地図。緑線で囲まれた地域の左側がマウナ・ロア、右側がキラウエア火山。中央のくびれた所に右上から左下へ州道11号線が走っていて、そのキラウエア火山側に公園入口（有料）とビジター・センターがある。

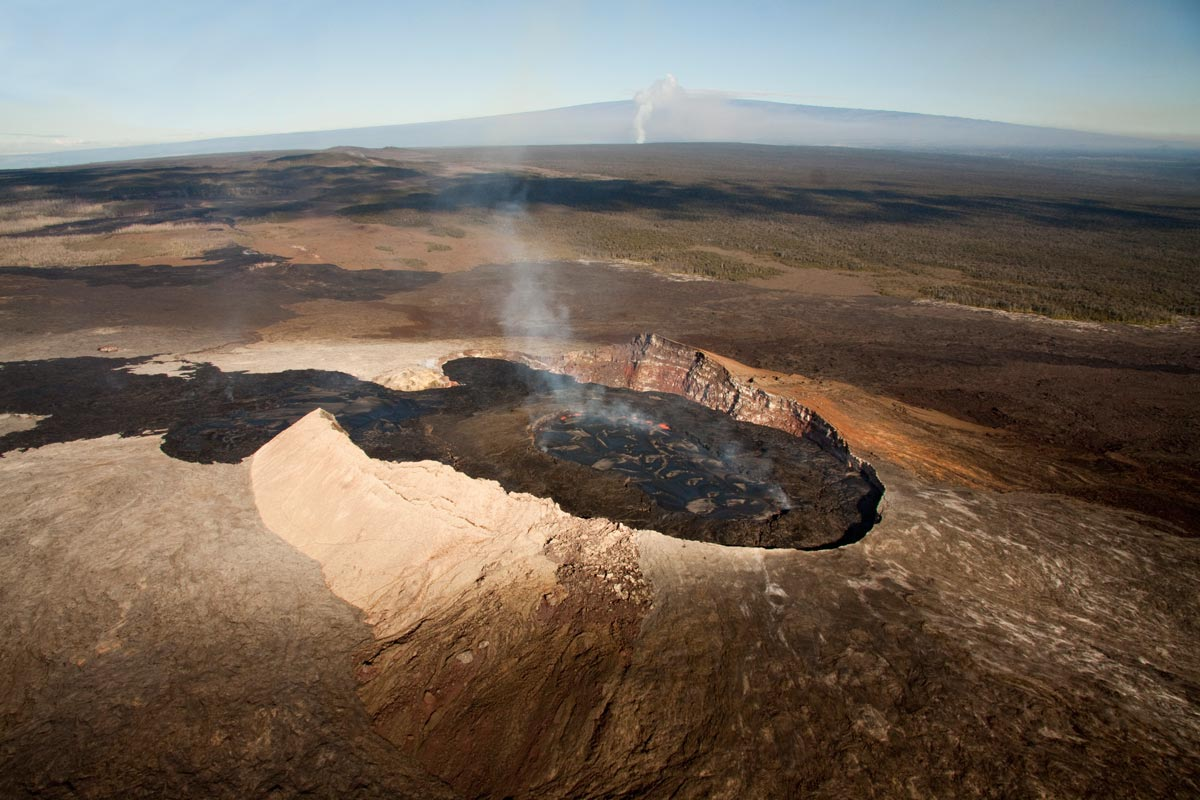
キラウエアのプウ・オオ火口は活動が活発な火口である。2011年

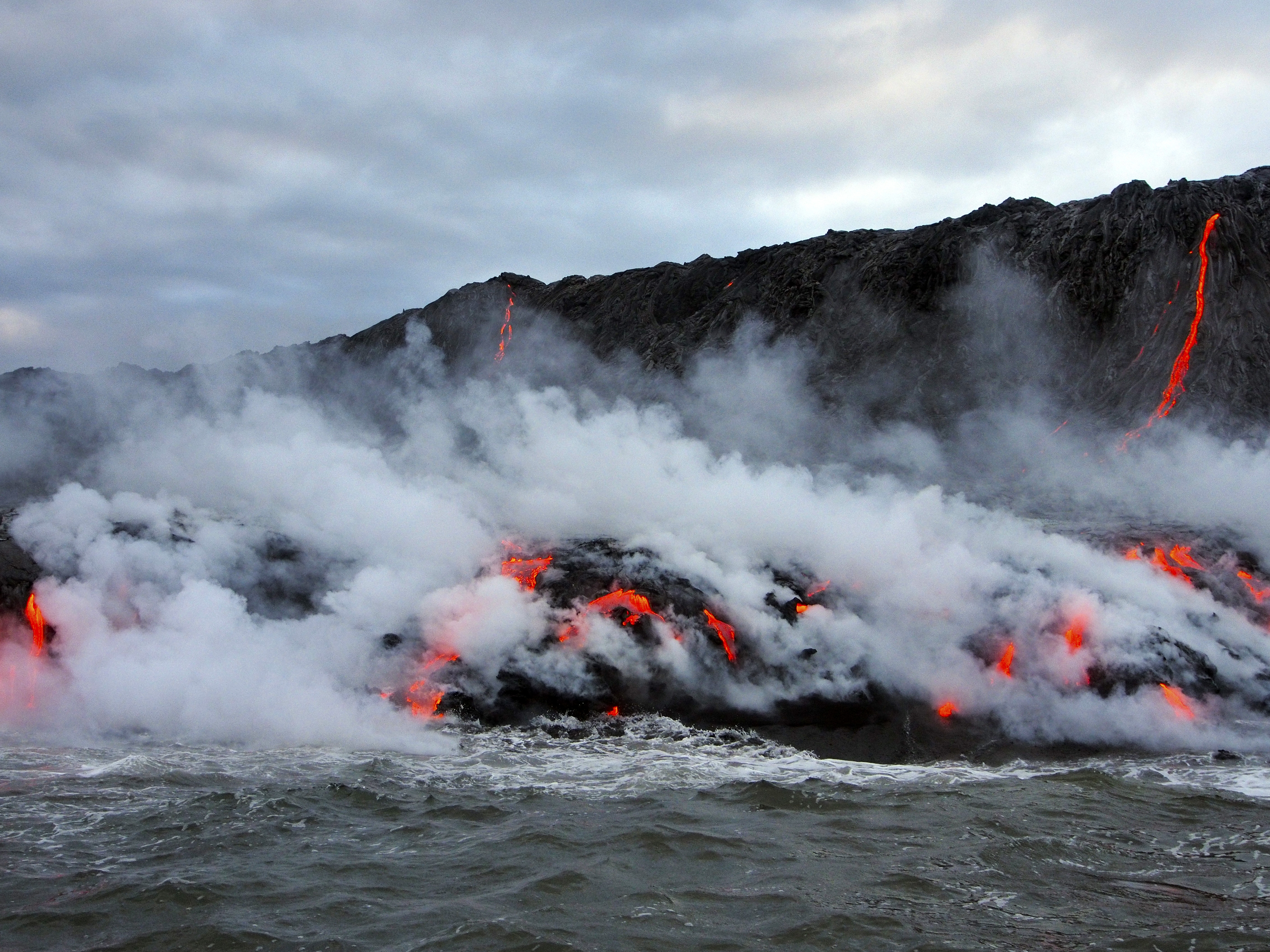
太平洋に流れ込むキラウエアの溶岩、2016

ハワイ火山国立公園（ハワイかざんこくりつこうえん、Hawaii Volcanoes National Park、略称：HAVO）は、アメリカ合衆国ハワイ州ハワイ島の南に広がる火山地帯を中心とした国立公園である。

## 概要
ハワイ火山国立公園は、133,200haの保護区内にマウナロアとキラウエアの二つの巨大な活火山を有する。キラウエア火山から流れ出た熔岩は18.8億m3に達しており、周辺施設にもその影響が及んでいる。1987年にプナへ続く海岸沿いの道路（137号線）が、1988年に南海岸にあったワハウラ・ビジターセンターが、1990年にはカラパナの町が、1994年にはカモアモア・ビーチとワハウラ・ヘイアウがそれぞれ熔岩によって飲み込まれた。
火山活動の中心部は公園北東部に位置するプウ・オオ火口で、流れ出る熔岩を見ることができる。

## 歴史
1916年に、マウイ島のハレアカラ山域と共に、国立公園に指定1961年、マウイ島側をハレアカラ国立公園に分離指定している。1980年にハレアカラ国立公園とともにユネスコの生物圏保護区の「ハワイ諸島生物圏保護区」に指定され、1987年にユネスコの世界遺産（自然遺産）にも登録されている。

## 地理
公園の面積は324.4km2。ハワイ島の約3%にあたる。公園内には、1983年の噴火から、2018年現在も噴火活動を続けているキラウエア火山がある。また、ハワイ島の第二峰のマウナ・ロア（標高は4,005m）の主要山地を含んでいる。
ハワイ島の火山の噴火の特徴として、比較的に穏やかな点があり、爆発的な噴火が少なく、溶岩流も火口から離れた場所では遅くなるため近づくことも可能である。そのため、通常はキラウエア火山は世界一安全な火山とも言われている。プウ・オオ火口からの溶岩流を観察もできた。キラウエア火山の噴火活動はプナルウ黒砂海岸などの形成に、大きな影響を与えたと考えられる。
また、一帯の生態系も多様で、珍しい鳥類や固有種の生物が生息しており、木生シダの森林がある。有蹄類の侵入を防ぐためのフェンスも設置されている。

## キラウエア火山側

### 入園
ハワイ火山国立公園への入り口とはキラウエア火山側への入り口で、有料である。入場券は現在一週間有効で、半日あるいは一日で下の見所を見た翌日も、トレッキング用のトレイルを歩いたりして、いろいろ楽しめるようになっている。公園へ入るとすぐキラウエア・ビジターセンター（Visitor Center）があり、公園の案内板、案内パンフレット、レンジャーの説明、トイレなどがある。公園内には2つのおもな道路があり、クレーター・リム・ドライブとチェーン・オブ・クレーターズ・ロードである。

### 見所
ビジター・センターを出て西へ向かうと、すぐ火山芸術センター（Volcano Art Center）があり、ここは旧ボルケーノ・ハウスを利用したもので、キラウエアに関する絵、写真、陶磁器、木彫りなどを売っている。そばに自然の舞台があり、フラの実演などが行われる。
この先でクレーター・リム・ドライブに入ってすぐ、蒸気の噴気孔があり、短時間駐車して見ることができる。次に米軍教育施設であるキラウエア米軍キャンプでは、第二次世界大戦中にハワイ島の日系人リーダーとみなされた人たちが収容された歴史があり、中に入ると説明板がある。さらにしばらく西へ進むと、キラウエア・クレーターを見下ろす場所がある。この先のジャガー博物館（Thomas A. Jaggar Museum）ではキラウエア火山の成り立ちや女神ペレの話を学べて、そこに売店もあり、ハワイ火山観測所も隣接していて、外の展望台（Overlook）から ハレマウマウ火口の噴煙を眺められる。
クレーター・リム・ドライブはこれより先へは行けないので、元の公園入り口へ戻って、クレーター・リム・ドライブを東へ行くとすぐボルケーノ・ハウス（Volcano House）があり、ここは宿泊、食事が可能で、特に夕食中に遠くにハレマウマウ火口の火が見えるのが人気である。先に進むと、キラウエアイキ火口を見下ろす地点があり、そこと他二地点からキラウエアイキ火口へ下りてトレッキングできる。次に、この国立公園の設立に貢献したビジネスマン、ロリン・サーストン（Lorrin A. Thurston）と宣教師の父親から名前を取ったサーストン溶岩洞（Thurston Lava Tube）では、まわりに熱帯植物が茂った階段を下りて、溶岩洞内を歩くことができる。溶岩洞は突然中断する形で終わっていて、さらに1,000フィート続いているが、そこまでだけが公開されている。
この先はキラウエアイキ火口の南側に当たり、そこから長さ20マイルのチェーン・オブ・クレーターズ・ロードが海に向かって出ている。この道は途中いくつかの旧火口の脇を通るのでこの名が付いていて、そこで車を降りて見学ができる。途中南西へヒリナ・パリ・ロード（Hilina Pali Road）も出ていて、またマウナ・ウル火口、噴火中のプウ・オオ火口方面へのナパウ火口トレイル（Napau Crater Trail）も出ている。チェーン・オブ・クレーターズ・ロードは最後にホレイ・パリ（Holei Pali）と呼ばれる断崖を急降下して、途中岩面彫刻があるプウ・ロア・ペトログリフへのトレイルもあり、海岸にホレイ・シーアーチがある所で終点になる。その先は以前ハワイ州道130号線から来る公園入口があったが、プウ・オオ火口の溶岩流で通行できなくなっている。

### トレッキング用トレイル
公園入場券は数日間有効なので、様々なトレイルでトレッキングして過ごせるようになっている。キラウエア・カルデラの縁を巡るクレーター・リム・トレイル（Crater Rim Trail）はほぼ平地で、クレーター・リム・ドライブと並行している。キラウエア・カルデラ内へ降りて歩くハレマウマウ・トレイル（Halemaumau Trail）とバイロン・レッジ・トレイル（Byron Ledge Trail）はハレマウマウの2008年噴火以降は通行禁止になっているが、隣りのキラウエアイキ火口内のキラウエアイキ・トレイル（Kilauea Iki Trail）は開放されている。デヴァステーション・トレイル（Devastation Trail）は半マイルの行程で、キラウエアイキの南側で、最近の噴出口であるプウ・プアイ（Pu'u Pu'ai）の周りにある。
チェーン・オブ・クレーターズ・ロードからも、いくつかのトレイルが出ている。マウナイキ・トレイル（Maunaiki Trail）はそれに続くカウ沙漠トレイル（Ka'u Desert Trail）は東南方面へ向かう。東方へはナパウ火口トレイル（Napau Crater Trail）があり、マウナ・ウル（Mauna Ulu）、プウ・フルフル展望台（Pu'u Huluhulu Outlook）、ナパウ火口などを経て、プウ・オオ火口近くに至る。チェーン・オブ・クレーターズ・ロードが比較的海の近くになっては、プウ・ロア・トレイル（Pu'u Loa Trail）が半マイルで、ハワイ先住民が残した岩面彫刻ペトログリフが見られる。

## マウナ・ロア側
マウナ・ロア側には登山道と山小屋があり、州道11号線からマウナ・ロア・シーニック・ロード（Mauna Loa Scenic Road）でマウナ・ロア展望台（Mauna Loa Overlook）まで車で上れ、そこに駐車場がある。そこからはマウナ・ロア・トレイル（Mauna Loa Trail）をトレッキングしてプウ・ウラウラ（赤い丘）小屋（Pu'u 'Ula'ula (Red Hill) Cabin）、マウナ・ロア（頂上）小屋（Mauna Loa Cabin）まで登れる。
ただし、マウナ・ロアにはここを含めて3本の登山道があり、北側の国立公園の範疇にはない、ハワイ州道200号線上のプウ・フルフルから観測所トレールでマウナ・ロア（気象）観測所まで車で入ると、日帰り登山ができる。
国立公園のマウナ・ロア側には頂上から州道11号線へ延びる南西リフト帯の周りの土地が含まれている。これは2004年に米国自然保護団体ネイチャー・コンサーヴァンシー（Nature Conservancy）の援助で追加されてマウナ・ロア側の面積が54％増加したもので、ワイオヒヌ（Waiʻōhinu）とオーシャンビュー（Ocean View）の間にある。

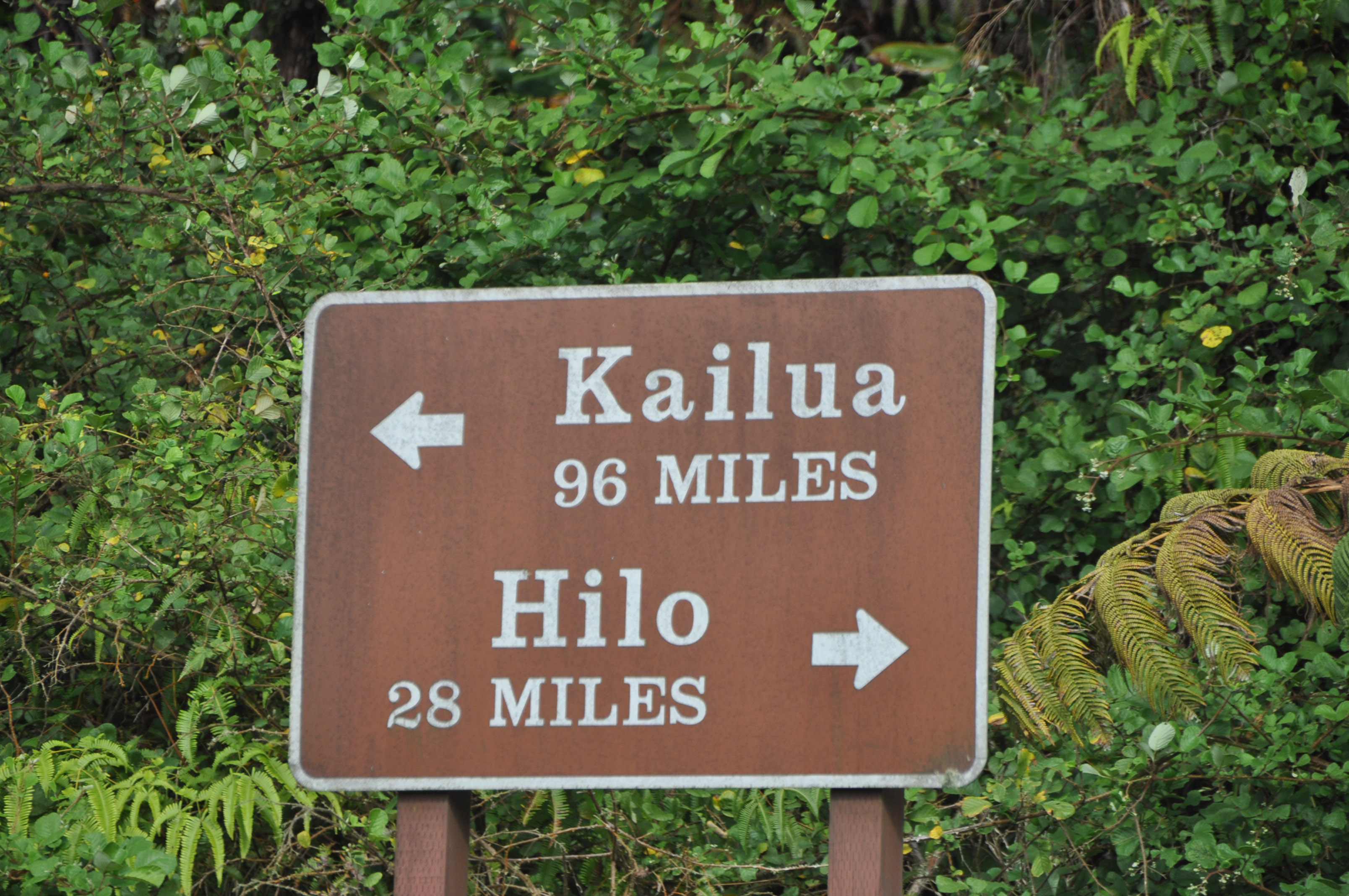
ハワイ州道11号線のハワイ火山国立公園入口近くの道路サイン

## 交通
ハワイ火山国立公園のキラウエア火山側への入口はハワイ州道11号線上にあり、ハワイ島東部の大都会であるヒロからは南西にケアアウを過ぎて、ヒロからの距離が約28マイル（約45km）の所にある。ハワイ島西部のコナからは南南東にあり、距離は95マイル（約152km）の所である。マウナ・ロア側の入り口は、もう少し南西（カイルア・コナの方）へ行った所である。

## 世界遺産登録基準
この世界遺産は世界遺産登録基準のうち、以下の条件を満たし、登録された（以下の基準は世界遺産センター公表の登録基準からの翻訳、引用である）。
- (8) 地球の歴史上の主要な段階を示す顕著な見本であるもの。これには生物の記録、地形の発達における重要な地学的進行過程、重要な地形的特性、自然地理的特性などが含まれる。

他には、ハワイ火山は世界で最も激しい活火山活動をしていることも選定理由に挙げられる。

## 参照項目
- チェーン・オブ・クレーターズ・ロード